# Harry Rydberg
Karl Harry Rydberg, född 21 oktober 1906 i Ösmo, Stockholms län, död 28 oktober 1986 i Spånga, var en svensk sångare.
Rydberg var medlem i Kvartetten Synkopen fram till dess upplösning 1964. Han är gravsatt i minneslunden på Råcksta begravningsplats.

## Filmografi
- 1938 – Du gamla du fria
- 1939 – Adolf i eld och lågor
- 1940 – Karl för sin hatt
- 1947 – En fluga gör ingen sommar
- 1948 – Loffe som miljonär
- 1953 – Dumbom
- 1955 – Flottans muntergökar

## Scenroller (urval)
- 1933 – Davo i De tre musketörerna av Alexandre Dumas den äldre, Rudolf Schantzer, Ernst Welisch och Ralph Benatzky, regi Nils Johannisson, Oscarsteatern [2]